# Ruta 319 (Costa Rica)
La Ruta 319, oficialmente Ruta Nacional Terciaria 319, es una ruta nacional de Costa Rica ubicada en la provincia de San José.

## Descripción
En la provincia de San José, la ruta atraviesa el cantón de Puriscal (el distrito de Chires), el cantón de Turrubares (los distritos de San Pedro, San Juan de Mata, San Luis, Carara).